# Savigny (Rhône)
Savigny is een gemeente in het Franse departement Rhône (regio Auvergne-Rhône-Alpes). De plaats maakt deel uit van het arrondissement Villefranche-sur-Saône. Savigny telde op 1 januari 2022 1.970 inwoners.

## Geografie
De oppervlakte van Savigny bedroeg op 1 januari 2022 21,42 vierkante kilometer; de bevolkingsdichtheid was toen 92 inwoners per km².

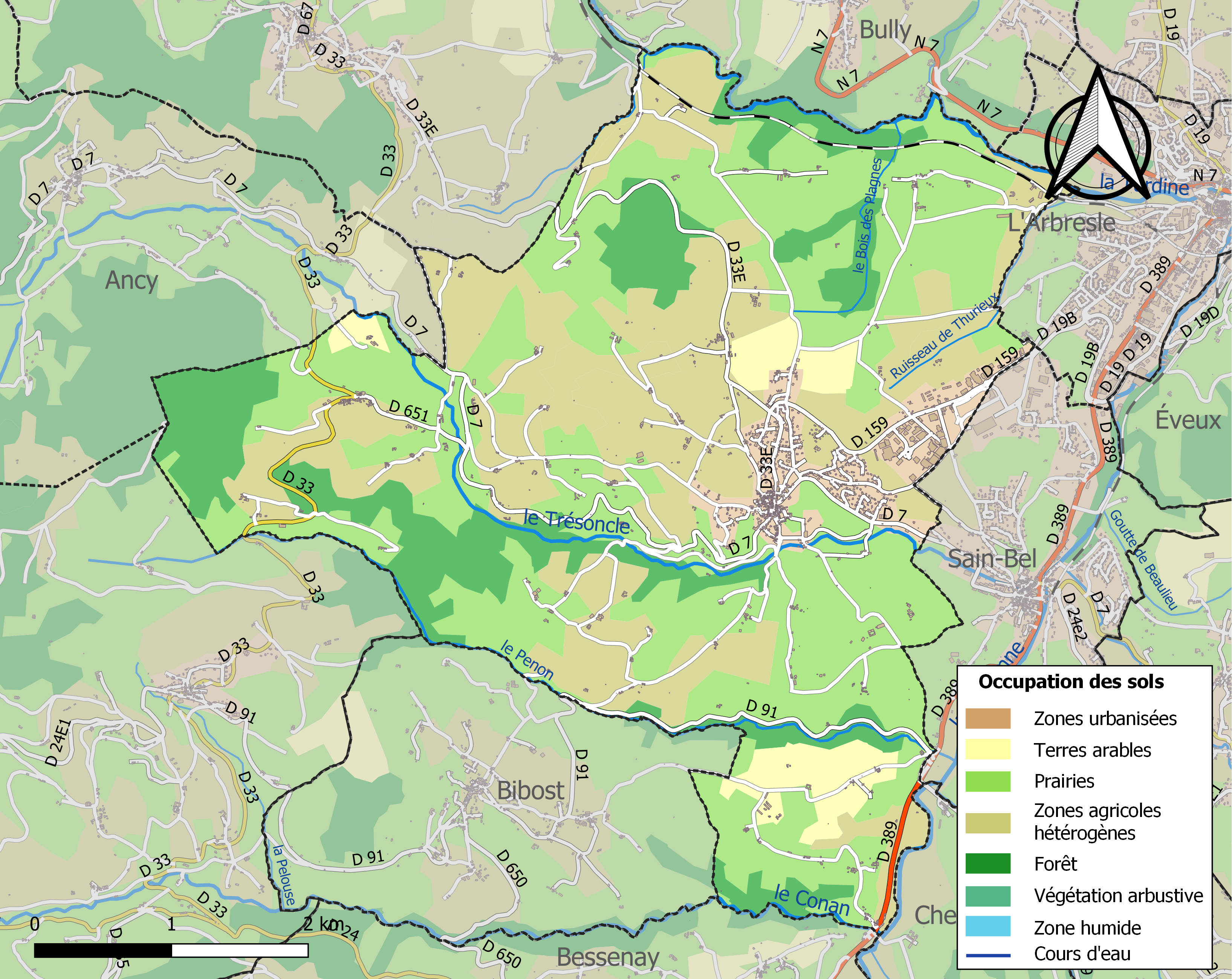
Kaart van de gemeente met de belangrijkste infrastructuur, bodemgebruik en omliggende gemeenten

## Demografie
Onderstaande figuur toont het verloop van het inwonertal (bron: INSEE-tellingen).